# Интима (ТВ филм)
„Интима” је југословенски ТВ филм из 1965. године. Режирао га је Анте Петерлић који је написао и сценарио.

## Улоге
| Глумац                | Улога |
| --------------------- | ----- |
| Слободан Димитријевић |       |
| Жива Краус            |       |
| Неда Мамиловић        |       |
| Фабијан Шоваговић     |       |